# Svetovno prvenstvo športnih dirkalnikov sezona 1982
Svetovno prvenstvo športnih dirkalnikov sezona 1982 je bila trideseta sezona Svetovnega prvenstva športnih dirkalnikov, ki je potekalo med 18. aprilom in 17. oktobeom 1982. Naslov konstruktorskega prvaka je osvojil Porsche, dirkaškega pa Jacky Ickx.

## Spored dirk
| Št | Ime                    | Dirkališče                   | Datum               |
| -- | ---------------------- | ---------------------------- | ------------------- |
| 1  | 1000 km Monze          | Autodromo Nazionale Monza    | 18. april           |
| 2  | 6 ur Silverstona       | Silverstone Circuit          | 16. maj             |
| 3  | 1000 km Nürburgringa   | Nürburgring                  | 30. maj             |
| 4  | 24 ur Le Mansa         | Circuit de la Sarthe         | 19. junij 20. junij |
| 5  | 1000 km Spaja          | Circuit de Spa-Francorchamps | 5. september        |
| 6  | 1000 km Mugella†       | Mugello Circuit              | 19. september       |
| 7  | 6 ur Fujija†           | Fuji Speedway                | 3. oktober          |
| 8  | 1000 km Brands Hatcha† | Brands Hatch                 | 17. oktober         |

- † - Ni štela za konstruktorsko prvenstvo.

## Rezultati

### Po dirkah
| Št | Dirkališče        | Zmag. moštvo                               | Poročilo |
| Št | Dirkališče        | Zmag. dirkača (-i)                         | Poročilo |
| -- | ----------------- | ------------------------------------------ | -------- |
| 1  | Monza             | Automobiles Jean Rondeau                   | Poročilo |
| 1  | Monza             | Henri Pescarolo Giorgio Francia            | Poročilo |
| 2  | Silverstone       | Martini Racing                             | Poročilo |
| 2  | Silverstone       | Michele Alboreto Riccardo Patrese          | Poročilo |
| 3  | Nürburgring       | Martini Racing                             | Poročilo |
| 3  | Nürburgring       | Michele Alboreto Riccardo Patrese Teo Fabi | Poročilo |
| 4  | La Sarthe         | Rothmans Porsche                           | Poročilo |
| 4  | La Sarthe         | Jacky Ickx Derek Bell                      | Poročilo |
| 5  | Spa-Francorchamps | Rothmans Porsche                           | Poročilo |
| 5  | Spa-Francorchamps | Jacky Ickx Jochen Mass                     | Poročilo |
| 6  | Mugello           | Martini Racing                             | Poročilo |
| 6  | Mugello           | Piercarlo Ghinzani Michele Alboreto        | Poročilo |
| 7  | Fuji              | Rothmans Porsche                           | Poročilo |
| 7  | Fuji              | Jacky Ickx Jochen Mass                     | Poročilo |
| 8  | Brands Hatch      | Rothmans Porsche                           | Poročilo |
| 8  | Brands Hatch      | Jacky Ickx Jochen Mass                     | Poročilo |

### Konstruktorsko prvenstvo
Točkovanje po sistemu 20-15-12-10-8-6-4-3-2-1, točke dobi le najbolje uvrščeni dirkalnik posameznega konstruktorja.
| Poz | Šasija  | Motor        | 1. | 2. | 3. | 4. | 5. | Skupaj |
| --- | ------- | ------------ | -- | -- | -- | -- | -- | ------ |
| 1   | Porsche | Porsche      |    | 20 | 15 | 20 | 20 | 75     |
| 2   | Rondeau | Ford         | 20 | 12 | 20 | 8  | 10 | 70     |
| 3   | Nimrod  | Aston Martin |    | 10 |    | 10 | 4  | 24     |
| 4   | WM      | Peugeot      | 15 | 6  |    |    |    | 21     |
| 5   | Ford    | Ford         |    | 8  |    |    | 2  | 10     |
| 6   | Sauber  | Ford         |    | 4  |    |    | 6  | 10     |
| 7   | Lola    | Ford         |    | 3  |    |    |    | 3      |

### Dirkaško prvenstvo
| Poz | Dirkač           | Kontruktor             | Moštvo                                                      | 1  | 2  | 3  | 4  | 5  | 6  | 7  | 8  | Skupaj |
| --- | ---------------- | ---------------------- | ----------------------------------------------------------- | -- | -- | -- | -- | -- | -- | -- | -- | ------ |
| 1   | Jacky Ickx       | Porsche                | Rothmans Porsche                                            |    | 15 |    | 20 | 20 |    | 20 | 20 | 95     |
| 2   | Riccardo Patrese | Lancia                 | Martini Racing                                              |    | 21 | 21 |    | 13 |    | 16 | 16 | 87     |
| 3   | Derek Bell       | Porsche                | Rothmans Porsche                                            |    | 15 |    | 20 | 15 |    |    | 20 | 70     |
| 4   | Teo Fabi         | Lancia                 | Martini Racing                                              |    |    | 21 |    | 13 |    | 16 | 16 | 66     |
| 5   | Michele Alboreto | Lancia                 | Martini Racing                                              |    | 21 | 21 |    |    | 21 |    |    | 63     |
| 6   | Henri Pescarolo  | Rondeau Sauber Porsche | Automobiles Jean Rondeau GS Racing/Walter Brun Joest Racing | 20 | 8  | 15 |    | 3  | 12 |    | 3  | 61     |
| 7   | Jochen Mass      | Porsche                | Rothmans Porsche                                            |    |    |    | 15 | 20 |    | 20 |    | 55     |
| 8   | Giorgio Francia  | Rondeau Osella         | Automobiles Jean Rondeau Scuderia Mirabella                 | 20 | 11 |    |    | 7  | 11 |    |    | 49     |
| 9=  | Rolf Stommelen   | Porsche Rondeau        | Porsche Kremer Racing Automobiles Jean Rondeau              | 15 |    | 15 |    |    |    |    |    | 30     |
| 9=  | Vern Schuppan    | Porsche                | Rothmans Porsche                                            |    |    |    | 15 | 15 |    |    |    | 30     |